# Niels Palladius
Niels Palladius, född cirka 1510 i Ribe, död 17 september 1560, var superintendent i Lunds stift 1551-1560.
Niels Palladius var yngre bror till Peder Palladius. Niels utbildade sig, liksom brodern, först i Odense och senare i Wittenberg. Där studerade han för bland andra Martin Luther. Han gifte sig 1541 och återvände till Maribo kloster 1544. Han trivdes dåligt med att vara präst för de motsträviga nunnorna och återvände istället snart till Wittenberg. 
En ny möjlighet öppnade sig emellertid och han återkom på nytt till Danmark för att bli församlingspräst i Köpenhamn. Som sådan var han mycket populär och när han blev vald till superintendent i Lund 1551 protesterade församlingen hos kungen. 1552 vigdes han till biskop av sin bror Peder. Som superintendent var Niels Palladius flitig med att besöka stiftets församlingar och han översatte ett flertal religiösa texter till danska. Då brodern var sjuk krönte han Fredrik II i Köpenhamn 1559. Mindre än ett år efter brodern dog han 1560. 